# Júlio César Rosalis
Júlio César Rosalis foi um Governador Civil de Faro entre 22 de Setembro de 1911 e 20 de Abril de 1912.